# 聂拉木龙胆
聂拉木龙胆（学名：Gentiana nyalamensis）为龙胆科龙胆属的植物，为中国的特有植物。分布于中国大陆的西藏等地，生长于海拔3,500米至3,600米的地区，常生长在山坡草地，目前尚未由人工引种栽培。

## 异名
- Gentiana nyalamensis T. N. Ho var. parviflora T. N. Ho